# Marais-Vernier (gemeente)
Marais-Vernier is een gemeente in het Franse departement Eure in de regio Normandië en telt 492 inwoners (2005). De plaats maakt deel uit van het arrondissement Bernay.

## Geografie
De oppervlakte van Marais-Vernier bedraagt 25,3 km², de bevolkingsdichtheid is 19,4 inwoners per km². Het gebied Marais-Vernier is in 1633 drooggelegd met behulp van Nederlandse ingenieurs ('Digue des Hollandais').
De onderstaande kaart toont de ligging van Marais-Vernier (gemeente) met de belangrijkste infrastructuur en aangrenzende gemeenten.

## Afbeeldingen

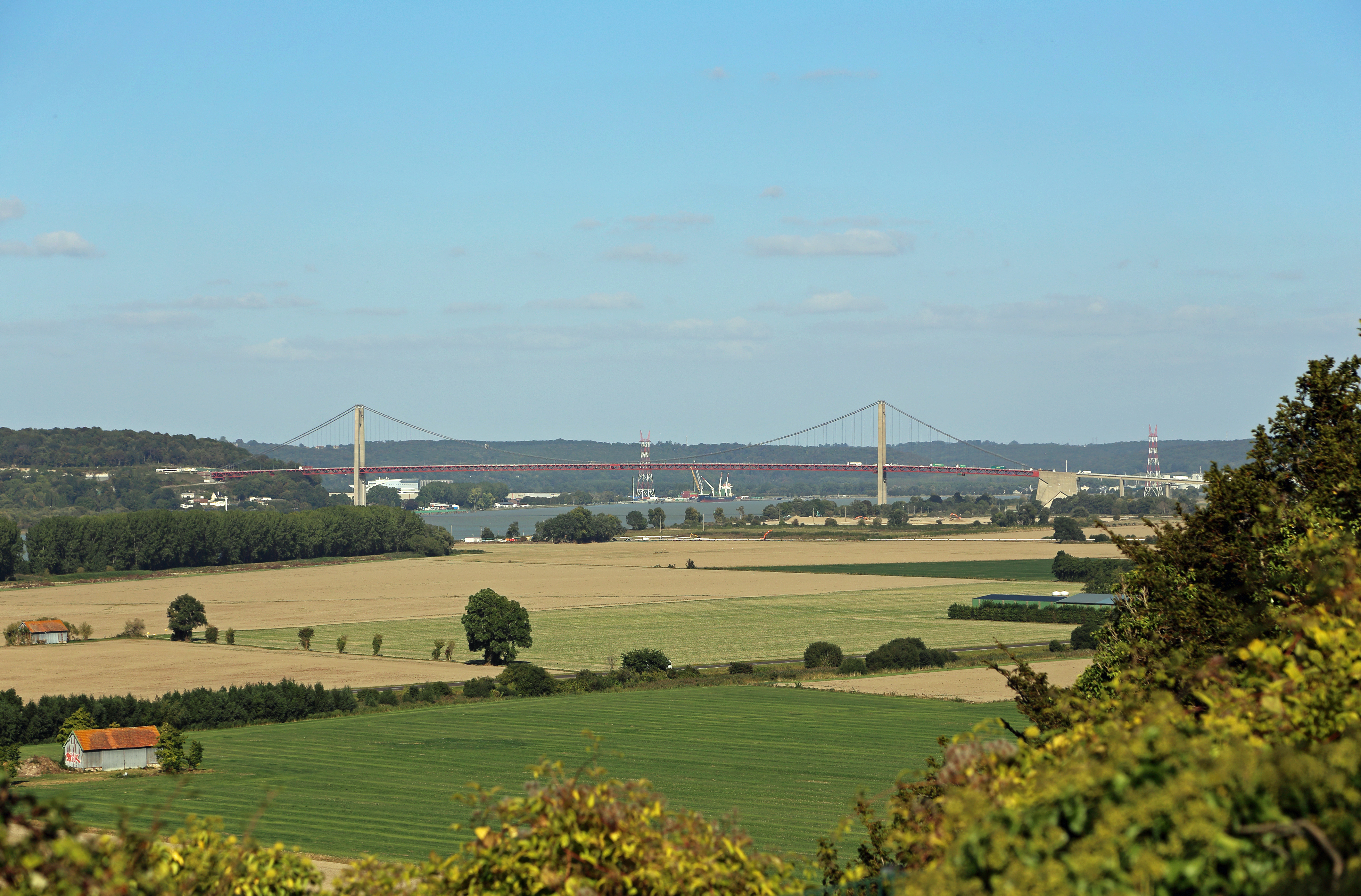
De Marais-Vernier met de brug van Tancarville
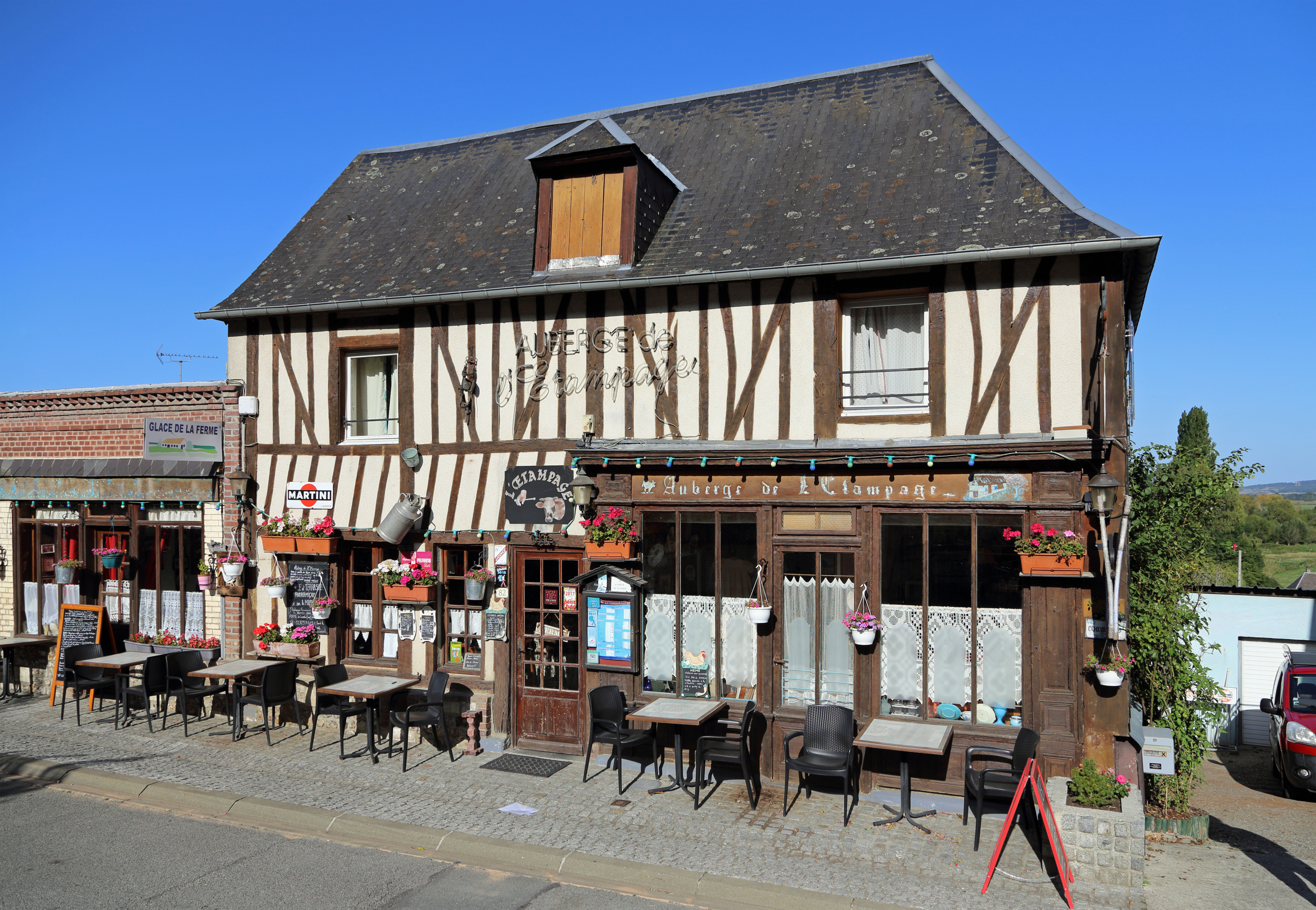
de "Auberge de l'Étampage"
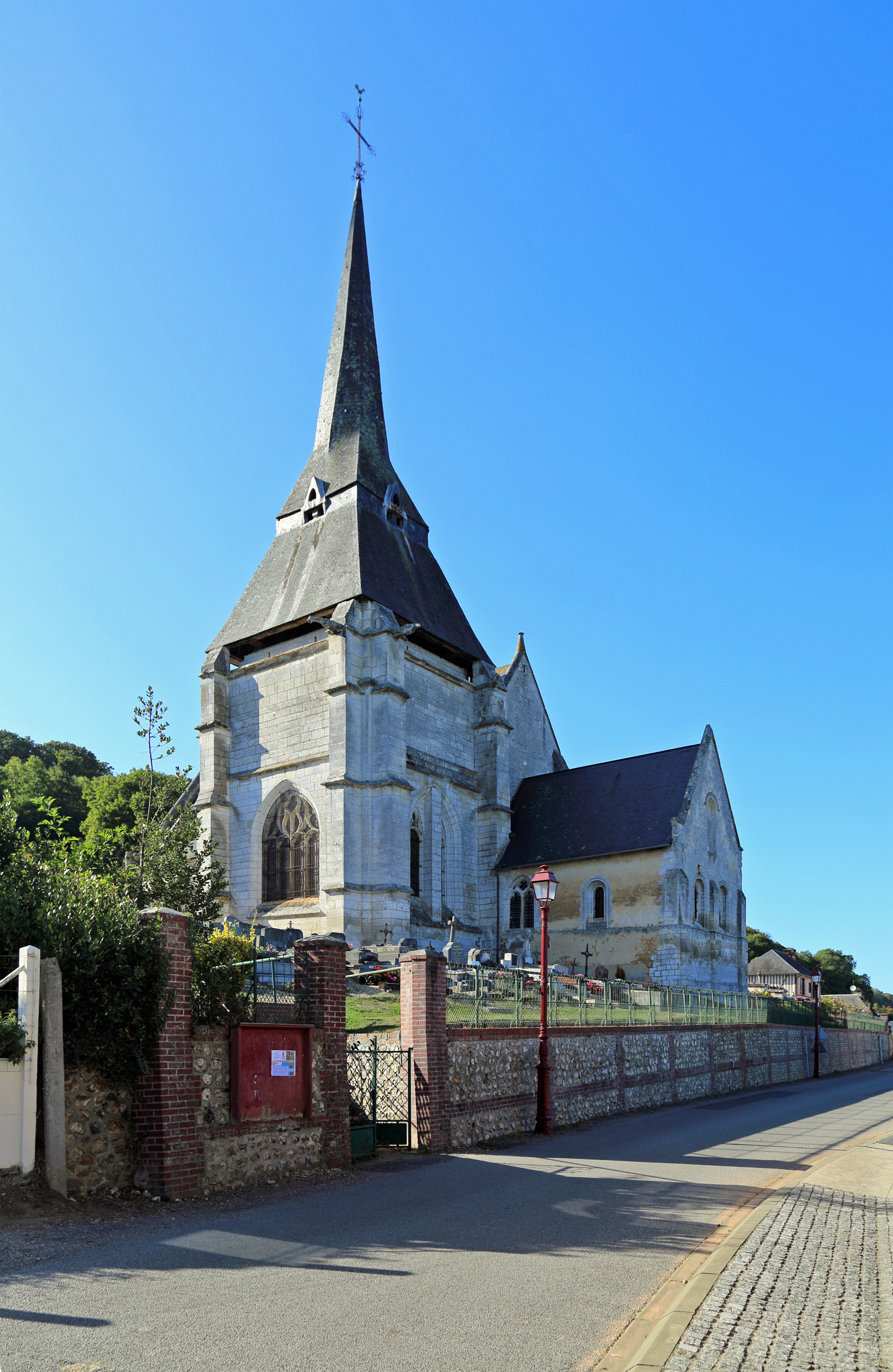
De Sint-Laurentiuskerk van Marais-Vernier

## Demografie
Onderstaande figuur toont het verloop van het inwonertal (bron: INSEE-tellingen).